# Amatorski
Amatorski es un grupo de rock belga originario de la ciudad de Gante. 
Está conformado por Inne Eysermans (vocals, piano, guitar), Sebastiaan Van den Branden(guitar),Hilke Ros(upright bass, synth)and Christophe Claeys(drums). 
Con su canción Come home incluida en el disco Same Stars We Shared (2010)se dieron a conocer en junio del mismo año, gracias a que la canción fue incluida en una campaña publicitaria de televisión para la marca de agua Spa.

## Discografía

### Álbumes de estudio
- 2011: "TBC"
- 2014: "From Clay to Figures"

### EP
- 2010: "Same Stars We Shared"